# Kaare Barslund
Kaare Brøckner Barslund (Helsinge, 23 marzo 2004) è un calciatore danese, difensore del Brommapojkarna.

## Carriera

### Club
Barslund è cresciuto nel settore giovanile del Nordsjælland ed ha debuttato in prima squadra il 31 agosto 2022 nell'incontro di Coppa di Danimarca vinto 1-0 contro il Frem. Ha segnato i suoi primi gol il 12 ottobre seguente, mettendo a segno una doppietta nella trasferta di coppa nazionale vinta 5-0 contro il BSF; nell'arco della sua permanenza nel club gioca inoltre anche 4 partite nella prima divisione danese e 2 partite nella UEFA Europa Conference League 2023-2024 (una delle quali nei turni preliminari).
L'11 marzo 2024 è stato acquistato a titolo definitivo dal Brommapojkarna.

### Nazionale
Ha giocato con le nazionali giovanili danesi Under-16, Under-17, Under-18, Under-19 ed Under-20.

## Statistiche

### Presenze e reti nei club
Statistiche aggiornate all'11 novembre 2024.
| Stagione            | Squadra             | Campionato          | Campionato | Campionato | Coppe nazionali | Coppe nazionali | Coppe nazionali | Coppe continentali | Coppe continentali | Coppe continentali | Altre coppe | Altre coppe | Altre coppe | Totale | Totale | Totale |
| Stagione            | Squadra             | Comp                | Pres       | Reti       | Comp            | Pres            | Reti            | Comp               | Pres               | Reti               | Comp        | Pres        | Reti        | Pres   | Reti   |        |
| ------------------- | ------------------- | ------------------- | ---------- | ---------- | --------------- | --------------- | --------------- | ------------------ | ------------------ | ------------------ | ----------- | ----------- | ----------- | ------ | ------ | ------ |
| 2022-2023           | Nordsjælland        | SL                  | 1          | 0          | CD              | 2               | 2               | -                  | -                  | -                  | -           | -           | -           | 3      | 2      |        |
| 2023-2024           | Nordsjælland        | SL                  | 3          | 0          | CD              | 2               | 1               | UECL               | 2                  | 0                  | -           | -           | -           | 7      | 1      |        |
| Totale Nordsjælland | Totale Nordsjælland | Totale Nordsjælland | 4          | 0          |                 | 4               | 3               |                    | 2                  | 0                  |             | -           | -           | 10     | 3      |        |
| 2024                | Brommapojkarna      | A                   | 22         | 1          | CS              | 0               | 0               | -                  | -                  | -                  | -           | -           | -           | 22     | 1      |        |
| Totale carriera     | Totale carriera     | Totale carriera     | 26         | 1          |                 | 4               | 3               |                    | 2                  | 0                  |             | -           | -           | 32     | 4      |        |